# Флора Гренландии
Флора Гренландии — совокупность растений, распространённых на территории острова.
Включает 575 видов (606 с подвидами), из них тринадцать являются эндемиками, восемьдесят семь — интродуцентами. Во флоре Гренландии представлены шестьдесят семь семейств, в каждом от одного до нескольких десятков видов.
В Гренландии цветковые растения встречаются лишь в узкой прибрежной полосе (от одного—пяти километров на востоке и севере до нескольких десятков на юго-западе). В основном растительность представлена тундровыми видами, лишь на юге встречаются низкорослые кустарники и криволесье. На северном побережье преобладает мохово-лишайниковая разреженная растительность арктических пустынь.
В тундре распространены несколько видов камнеломок (Saxifraga), фиалок (Viola), подмаренников (Galium), лютиков (Ranunculus), рдестов (Potamogeton), щавелей (Rumex), бескильниц (Puccinellia), овсяниц (Festuca), вейников (Calamagrostis), мытников (Pedicularis), кипреев (Epilobium), ситников (Juncus), ожик (Luzula), осок (Carex), крупок (Draba), кошачьих лапок (Antennaria). Далеко на север распространена ива арктическая.
На крайнем юге встречается берёза карликовая и пушистая, рябина гренландская (Sorbus groenlandica), голубика, водяника, ольха зелёная (Alnus viridis), несколько видов ив. В долине Киннгуа расположен единственный в Гренландии естественный лес.

## Галерея

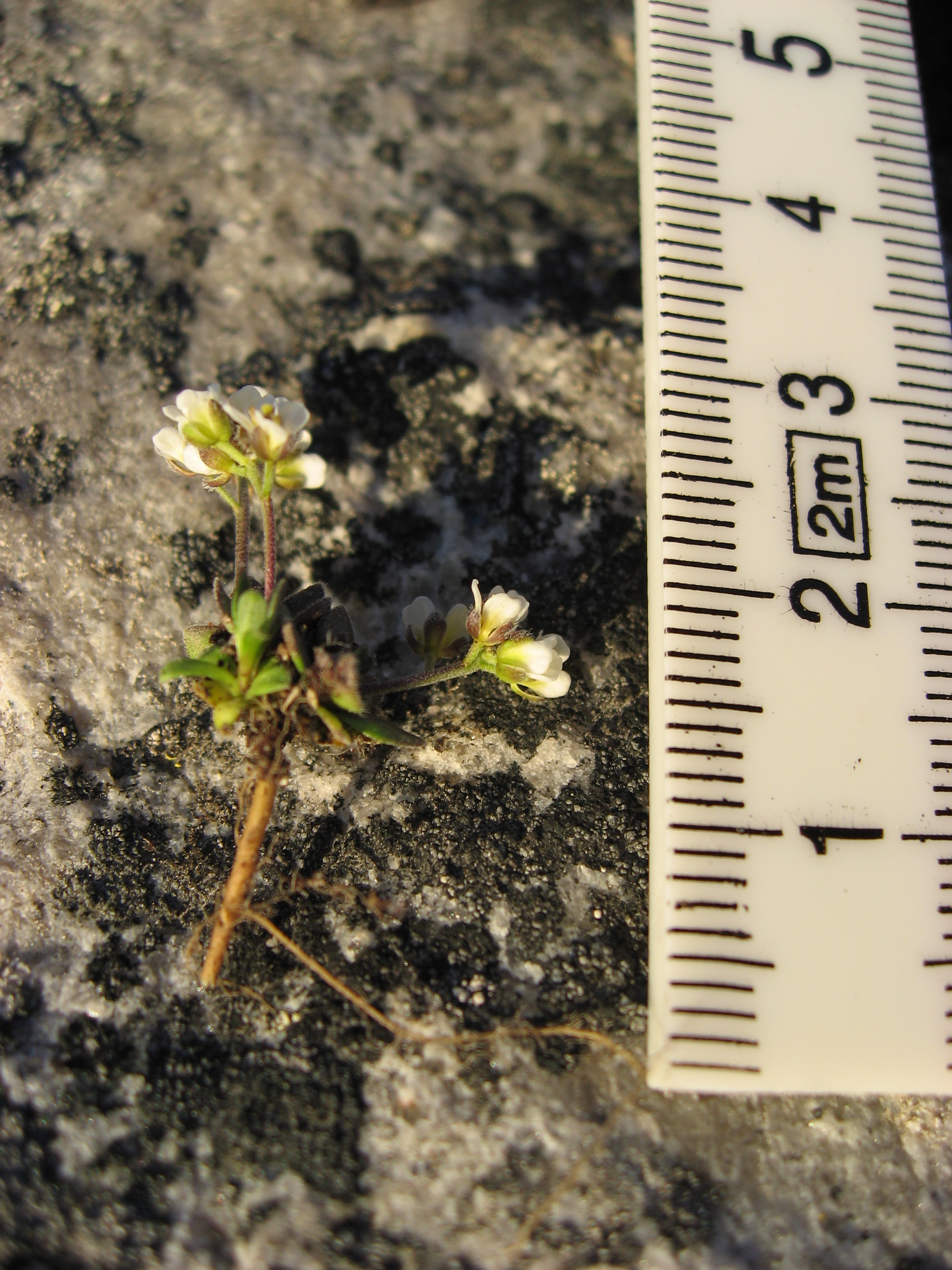
Крупка снежная (Draba nivalis) в районе Упернавика
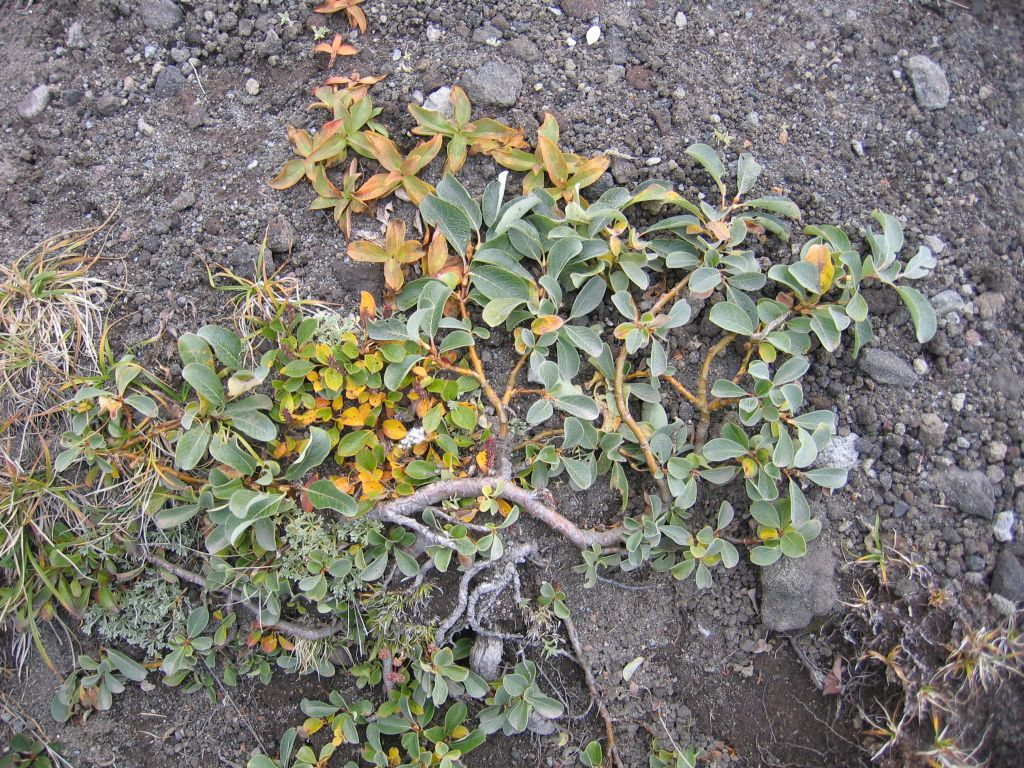
Ива арктическая (Salix arctica)
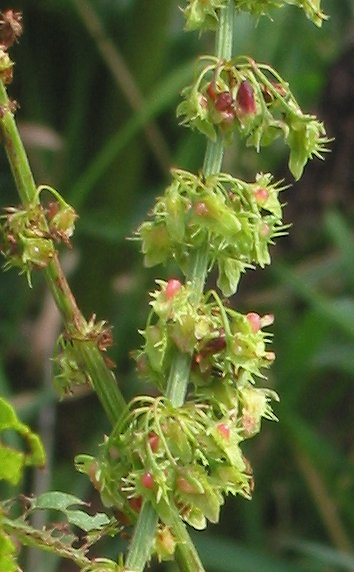
Щавель туполистный (Rumex obtusifolius)
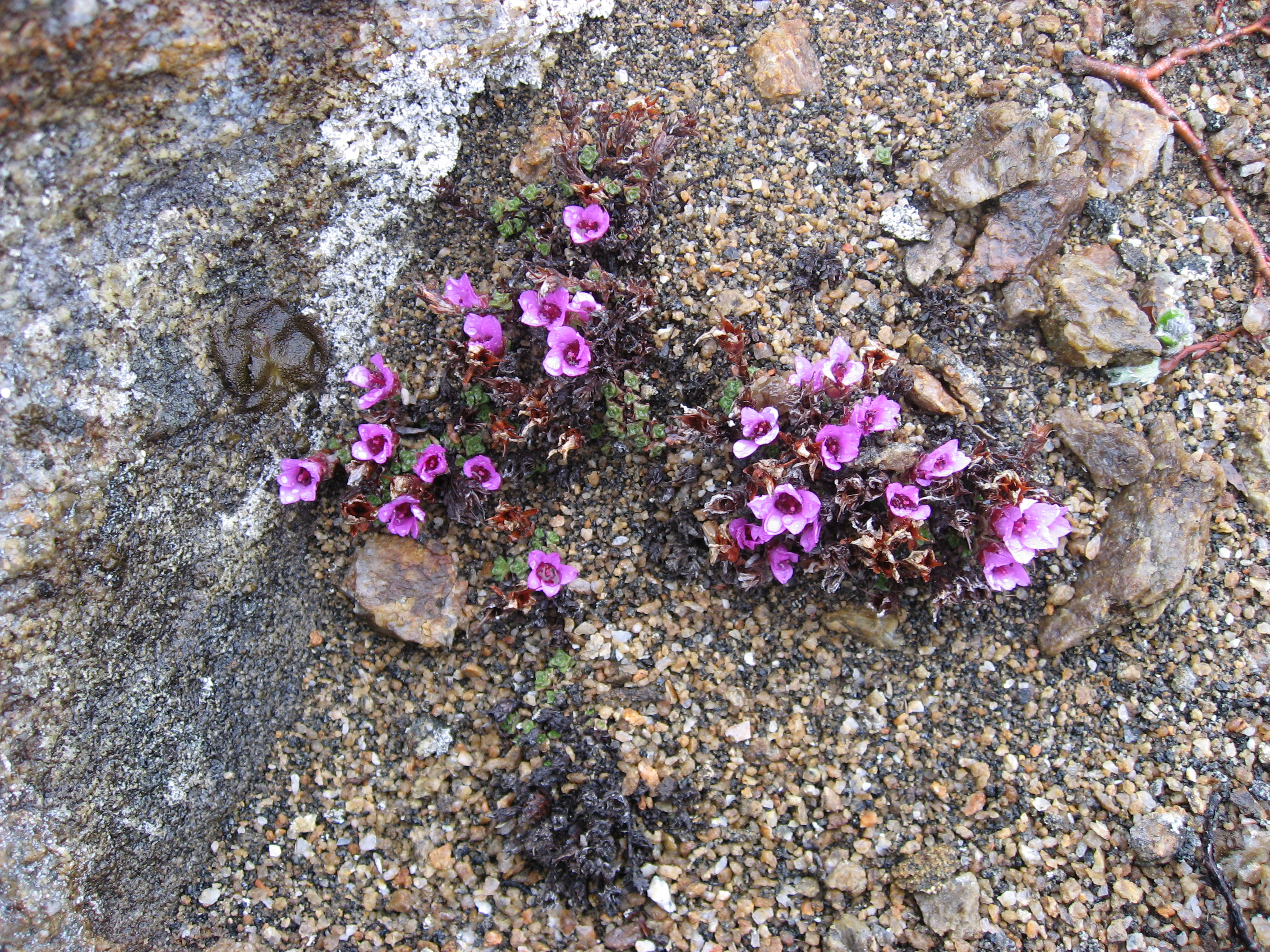
Камнеломка супротивнолистная в районе Упернавика
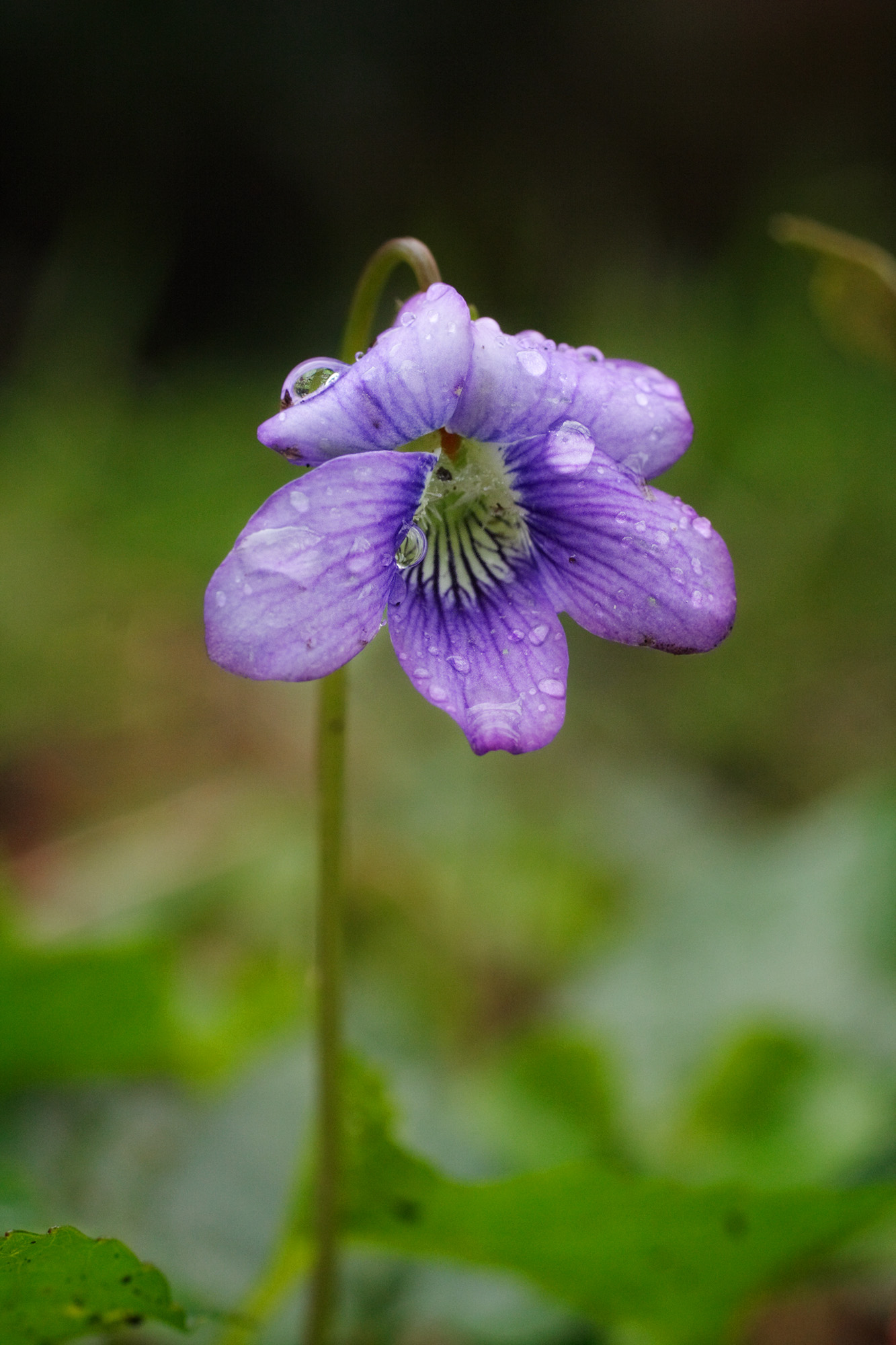
Фиалка крючковато-изогнутая (Viola adunca)